# 三星Galaxy J2 Pro (2018)
三星Galaxy J2 Pro是由韩国三星電子製造的一款Android智慧型手機，於2018年3月於台灣上市。三星Galaxy J2 Pro 運行Android 7.1 Nougat作業系統。這台智慧型手機搭載了高通驍龍425 SoC，由4個ARM Cortex-A53 核心、Adreno308 GPU、1.5 GB的記憶體和16 GB儲存空間組成，最大可以擴充到256GB的MicroSD記憶卡，支援4G雙卡雙待，電池為可拆卸式2600mAh。

## 技術規格
- 後置攝像頭：800萬畫素
- 前置攝像頭：500萬像素
- 內存：1.5 GB RAM (國際版) / 2 GB RAM (印度版)
- 存儲：16 GB
- 電池：2600 mAh
- 處理器：高通驍龍425
- 操作系統：Android 7.1 Nougat
- 重量：153克
- 螢幕：5英寸 540 x 960 AMOLED